# 哈伊勒
哈伊勒（阿拉伯語：حائل）是沙地阿拉伯西南部內志地區的綠洲城市，是哈伊勒省的首府，2010年人口為310,897，居民以農業為主，主要出產穀物、海棗和水果，哈伊勒省出產的小麥更佔全國的大部分。
哈伊勒的東南部有一個民用機場，由於從哈伊勒飛往11個中東阿拉伯國家的首都均是1小時，因此有計劃在這個戰略性地點興建一個新機場。